# Gran Premi de Bahrain del 2018
El Gran Premi de Bahrain de Fórmula 1 del 2018 va ser la segona carrera de la temporada 2018. Va tenir lloc del 6 al 8 d'abril en el Circuit de Bahrain.

## Entrenaments lliures

### Primers lliures
Resultats
| Pos.                 | Nº | Pilot             | Equip/Motor               | Millor temps | Diferència | Compost  | Voltes |
| -------------------- | -- | ----------------- | ------------------------- | ------------ | ---------- | -------- | ------ |
| 1                    | 5  | Sebastian Vettel  | Ferrari                   | 1:29.060     | 1:28.341   | 1:27.958 | 1      |
| 2                    | 7  | Kimi Räikkönen    | Ferrari                   | 1:28.951     | 1:28.515   | 1:28.101 | 2      |
| 3                    | 77 | Valtteri Bottas   | Mercedes                  | 1:29.275     | 1:28.794   | 1:28.124 | 3      |
| 4                    | 44 | Lewis Hamilton    | Mercedes                  | 1:29.396     | 1:28.458   | 1:28.220 | 91     |
| 5                    | 3  | Daniel Ricciardo  | Red Bull Racing-TAG Heuer | 1:29.552     | 1:28.962   | 1:28.398 | 4      |
| 6                    | 10 | Pierre Gasly      | Scuderia Toro Rosso-Honda | 1:30.121     | 1:29.836   | 1:29.329 | 5      |
| 7                    | 20 | Kevin Magnussen   | Haas-Ferrari              | 1:29.594     | 1:29.623   | 1:29.358 | 6      |
| 8                    | 27 | Nico Hülkenberg   | Renault                   | 1:30.260     | 1:29.187   | 1:29.570 | 7      |
| 9                    | 31 | Esteban Ocon      | Force India-Mercedes      | 1:30.338     | 1:30.009   | 1:29.874 | 8      |
| 10                   | 55 | Carlos Sainz Jr.  | Renault                   | 1:29.893     | 1:29.802   | 1:29.986 | 10     |
| 11                   | 28 | Brendon Hartley   | Scuderia Toro Rosso-Honda | 1:30.412     | 1:30.105   |          | 11     |
| 12                   | 11 | Sergio Pérez      | Force India-Mercedes      | 1:30.218     | 1:30.156   |          | 12     |
| 13                   | 14 | Fernando Alonso   | McLaren-Renault           | 1:30.5302    | 1:30.212   |          | 13     |
| 14                   | 2  | Stoffel Vandoorne | McLaren-Renault           | 1:30.479     | 1:30.525   |          | 14     |
| 15                   | 33 | Max Verstappen    | Red Bull Racing-TAG Heuer | 1:29.374     | no time    |          | 15     |
| 16                   | 8  | Romain Grosjean   | Haas-Ferrari              | 1:30.5302    |            |          | 16     |
| 17                   | 9  | Marcus Ericsson   | Sauber-Ferrari            | 1:31.063     |            |          | 17     |
| 18                   | 35 | Sergey Sirotkin   | Williams-Mercedes         | 1:31.414     |            |          | 18     |
| 19                   | 16 | Charles Leclerc   | Sauber-Ferrari            | 1:31.420     |            |          | 19     |
| 20                   | 18 | Lance Stroll      | Williams-Mercedes         | 1:31.503     |            |          | 20     |
| 107% temps: 1:35.177 |    |                   |                           |              |            |          |        |
| Font:                |    |                   |                           |              |            |          |        |

## Carrera
Resultats
| Pos.  | Nº | Pilot             | Equip-motor               | Voltes | Temps/Retirat       | Graella | Punts |
| ----- | -- | ----------------- | ------------------------- | ------ | ------------------- | ------- | ----- |
| 1     | 5  | Sebastian Vettel  | Ferrari                   | 57     | 1:32:01.940         | 1       | 25    |
| 2     | 77 | Valtteri Bottas   | Mercedes                  | 57     | +0.699 s.           | 3       | 18    |
| 3     | 44 | Lewis Hamilton    | Mercedes                  | 57     | +6.512 s.           | 9       | 15    |
| 4     | 10 | Pierre Gasly      | Scuderia Toro Rosso-Honda | 57     | +1:02.234 m.        | 5       | 12    |
| 5     | 20 | Kevin Magnussen   | Haas-Ferrari              | 57     | +1:15.046 m.        | 6       | 10    |
| 6     | 27 | Nico Hülkenberg   | Renault                   | 57     | +1:39.024 m.        | 7       | 8     |
| 7     | 14 | Fernando Alonso   | McLaren-Renault           | 56     | +1 Volta            | 13      | 6     |
| 8     | 2  | Stoffel Vandoorne | McLaren-Renault           | 56     | +1 Volta            | 14      | 4     |
| 9     | 9  | Marcus Ericsson   | Sauber-Ferrari            | 56     | +1 Volta            | 17      | 2     |
| 10    | 31 | Esteban Ocon      | Force India-Mercedes      | 56     | +1 Volta            | 8       | 1     |
| 11    | 55 | Carlos Sainz Jr.  | Renault                   | 56     | +1 Volta            | 10      |       |
| 12    | 16 | Charles Leclerc   | Sauber-Ferrari            | 56     | +1 Volta            | 19      |       |
| 13    | 8  | Romain Grosjean   | Haas-Ferrari              | 56     | +1 Volta            | 16      |       |
| 14    | 18 | Lance Stroll      | Williams-Mercedes         | 56     | +1 Volta            | 20      |       |
| 15    | 35 | Sergey Sirotkin   | Williams-Mercedes         | 56     | +1 Volta            | 18      |       |
| 161   | 11 | Sergio Pérez      | Force India-Mercedes      | 56     | +1 Volta            | 12      |       |
| 172   | 28 | Brendon Hartley   | Scuderia Toro Rosso-Honda | 56     | +1 Volta            | 11      |       |
| Ret   | 7  | Kimi Räikkönen    | Ferrari                   | 35     | Rodes               | 2       |       |
| Ret   | 33 | Max Verstappen    | Red Bull Racing-TAG Heuer | 3      | Transmissió         | 15      |       |
| Ret   | 3  | Daniel Ricciardo  | Red Bull Racing-TAG Heuer | 1      | Problemes Elèctrics | 4       |       |
| Font: |    |                   |                           |        |                     |         |       |